# Cerezo de Río Tirón
Cerezo de Río Tirón è un comune spagnolo di 753 abitanti situato nella comunità autonoma di Castiglia e León.